# Florina Lemaitre
Florina Lemaitre Cavalier (Cartagena de Indias, 4 de febrero de 1956) es una actriz colombiana de cine, teatro y televisión con una extensa carrera que inició en la década de 1980, debutando en la pantalla grande en la película Pura sangre de 1982. Tras aparecer en la que fuera la primera película de su esposo Sergio Cabrera, Técnicas de duelo (1988), coprodujo y actuó en La estrategia del caracol, pero se haría más conocida por su interpretación de "La Maye" en la producción Escalona.

## Filmografía

### Televisión
| Año  | Título                       | Personaje                   | Notas              |
| ---- | ---------------------------- | --------------------------- | ------------------ |
| 2016 | La ley del corazón           | Tata                        | Actuación especial |
| 2015 | La tusa                      | Estela                      | Reparto            |
| 2014 | Dr. Mata                     | Tulia Fernández de Alba     | Reparto            |
| 2011 | A corazón abierto            |                             |                    |
| 2010 | Chepe Fortuna                | Perfecta de Conrado         | Coprotagonista     |
| 2009 | El capo                      | Ofelia                      | Papel secundario   |
| 2008 | El ventilador                |                             |                    |
| 2008 | Sin retorno                  |                             |                    |
| 2008 | Mujeres asesinas             |                             |                    |
| 2007 | La marca del deseo           | Margarita                   | Reparto            |
| 2005 | Vuelo 1503                   | Doris Gómez de Pineda       | Coprotagonista     |
| 2004 | Amor de mis amores           | María Eugenia Urbina        | Reparto            |
| 2004 | Me amarás bajo la lluvia     | Silvia de Falcón            | Reparto            |
| 2003 | Retratos                     |                             |                    |
| 2002 | Siete veces Amada            | Carlota                     | Coprotagonista     |
| 1999 | ¡Ay cosita linda mamá!       | Margarita Leal              | Reparto            |
| 1998 | Yo amo a Paquita Gallego     | Alejandra Nichols           | Reparto            |
| 1995 | Candela                      | Carmela Daza                | Protagonista       |
| 1994 | Ifigenia                     |                             |                    |
| 1993 | La estrategia del caracol    | Gabriela/Gabriel            | Reparto            |
| 1992 | La mujer doble               | Marina Figueroa             | Villana principal  |
| 1991 | Escalona                     | Matilde "La Maye" Manjarrés | Protagonista       |
| 1990 | La vorágine                  | Alicia                      | Protagonista       |
| 1990 | El lado oscuro del amor      |                             |                    |
| 1989 | Los Fresco                   |                             |                    |
| 1989 | Daniela                      |                             |                    |
| 1988 | Técnicas de duelo            |                             |                    |
| 1988 | Los hijos de los ausentes    |                             |                    |
| 1987 | Las muertes ajenas           |                             |                    |
| 1987 | El círculo                   |                             |                    |
| 1986 | Juegos siniestros            |                             |                    |
| 1985 | El Coleccionista             |                             |                    |
| 1985 | Tuyo es mi corazón           | Juanita                     | Reparto            |
| 1983 | Núñez: Contra viento y marea |                             |                    |
| 1982 | Pura sangre                  | Florencia                   | Reparto            |

## Cine
- Gordo, calvo y bajito
- En el reino de los cielos
- Golpe de estadio
- Águilas no cazan moscas
- La estrategia del caracol[4]
- Técnicas de duelo
- Ajuste de cuentas
- Los elegidos
- Pura sangre
- Infancia
- Tiempo para amar

## Teatro
- Antígona
- Lisístrata
- Sin límites
- Los hampones
- Almas gemelas

## Premios y nominaciones

### Premios India Catalina
| Año  | Categoría               | Telenovela o serie | Resultado |
| ---- | ----------------------- | ------------------ | --------- |
| 1986 | Mejor actriz de reparto | Tuyo es mi corazón | Ganadora  |

### Premios TVyNovelas
| Año  | Categoría                | Telenovela o serie | Resultado |
| ---- | ------------------------ | ------------------ | --------- |
| 1992 | Mejor actriz protagónica | Escalona           | Nominada  |

### Cine
- India Catalina concurso cine Colombiano a Mejor Actriz: Pura Sangre